# Taylor Arm Park
Taylor Arm Park är en park i Kanada.   Den ligger i provinsen British Columbia, i den sydvästra delen av landet, 3 700 km väster om huvudstaden Ottawa. Taylor Arm Park ligger 207 meter över havet. Den ligger vid sjön Sproat Lake.
Terrängen runt Taylor Arm Park är bergig åt sydväst, men åt nordost är den kuperad. Närmaste större samhälle är Port Alberni, 18,7 km öster om Taylor Arm Park.
Runt Taylor Arm Park är det mycket glesbefolkat, med 3 invånare per kvadratkilometer.